# 빅토리아 교장
빅토리아 교장(Principal Victoria)은 사우스 파크 만화영화 시리즈에 등장하는 등장인물이다. 그녀는 사우스 파크 초등학교의 교장이다. 그의 이름은 Victoria Principal를 이용하였다. Pink Eye 에피소드에서 교장이 등장할때, 그녀는 카트먼의 핼러윈 복장에 간섭해서 옷을 바꾸게 만든다(히틀러 → KKK 복장), 그녀는 금발머리와 안경을 하고, 보통적으로 미스터 맥키와 함께 보인다. Sexual Harassment Panda 에피소드에서 그녀는 법정에서 관계 없는 그녀가 죽인 누군가를 이야기 한다. 그녀는 "난 그 사람의 머리를 때리고, 그를 태웠어요" 그리고 그녀는 눈물이 나기 시작했다.
4th Grade 에피소드에서 게리슨 선생이 자신이 게이었다고 밝히고, 다시 3학년 교실에 취직시켜 달라고 했지만, 빅토리아 교장은 게이 선생이 학교에서 교육을 할 수 없다는 이유로 거절한다. 여기에 미뤄보아, 그녀는 이성애자일 것이다. 비록 The Death Camp of Tolerance 에피소드에서 법이 바뀌어서 게리슨 선생이 다시 자기 일에 종사하게 되지만, 그녀는 그를 해고하면, 그에게 백만달러의 소송을 청구할 수 있다고 그에게 말한다. 게리슨 선생은 그때 공공연히 게이로 짤릴려고(그리고 오히려 변태적인) 교실에서 애들을 지도한다. 그러나 모두는(애들은 제외하고) 게리슨이 용기있게 밖으로 내뱉었다고 생각했다. 나중에 그는 그는 계획적으로 그가 캠프로 가면서 짤리게 되는 것을 드러내게 된다.
빅토리아 교장은 Cartman as shown in Cartman's Mom is a Dirty Slut/Cartman's Mom is Still a Dirty Slut에서 카트먼의 엄마인 "리안 카트먼"과 성행위를 했었다. 그래서 그녀도 에릭 카트먼의 진짜 부모일 가능성이 있다. 이렇게 이 문제가 누구에게 속하는지 결코 말해지지 않았다. 그녀는 어쩌면 미네소타주에서 왔을지 모른다. 그녀는 미네소타 주에 있는 관용의 수용소에 대해서 언급했다. 그녀의 외관은 사우스 파크의 프로듀서인 Debbie Liebling을 기초로 하였다.